# 大山倍達
大山 倍達（おおやま ますたつ、韓国名: 崔 倍達〈チェ・ベダル、朝: 최배달〉、民族名: 崔 永宜〈チェ・ヨンイ、チェ・ヨンウィ、朝: 최영의〉、1923年〈大正12年〉6月4日 - 1994年〈平成6年〉4月26日) は、空手家で極真会館創始者、国際空手道連盟総裁。段位は十段。別名はマス大山。日本統治時代の朝鮮出身。
1970年代に週刊少年マガジンに連載された劇画『空手バカ一代』での主人公であり国内外に極真カラテの普及に努めた。

## 生涯

### 生い立ち
父・崔承玄（チェ・スンヒョン、최승현）と母・金芙蓉（キム・ブヨン、김부용）との間に、6男 1女の第4子として当時日本領であった朝鮮全羅北道金堤市で生まれた。太平洋戦争終結に伴い日本が朝鮮半島の領土から撤退し、1948年に同地に大韓民国が建国された後は朝鮮籍となったが、1968年（昭和43年）に日本国籍を取得し通称名大山倍達を本名として登録した。
一時期、崔猛虎（チェ・メンホ、최맹호）、大山猛虎、大山虎雄、崔倍達（チェ・ベダル、최배달）などを名乗っていた事もある。大山の姓は、書生として住み込んでいた大山家（大山茂、大山泰彦の実家）の恩義から名乗ったとする説があり、日本名にも使った「倍達」とは朝鮮（韓国）の雅名の一つ（そのため朝鮮民族は「倍達の民」「倍達民族」を美称として使うことがある）。
幼少期は満州国と朝鮮半島で育ち、16歳で日本一の軍人を志し、山梨県の山梨航空技術学校（現・日本航空高等学校）に入学。日本航空高校50周年記念アルバムにも昭和17年卒業写真が現存している。
きつい肉体労働でアルバイトをしながら学校へ通い、当時難関であった陸軍士官学校へ入学する為の受験勉強も少ない時間の中で行うという苦学生の身であった。
この当時の大山の格闘技のベースは朝鮮時代の中学で習っていたボクシングであった。
昭和15年当時大山が下宿していた家の娘で、当時14歳だった女性の証言
| 「 | 「いつもボクシングのグローブを持って、拳闘(ボクシング)のことや本のことばかり考えてるような感じでしたね。(中略)庭でグローブをつけてボクシングの型をしたり、トレーニング。終わってから食事の後よくいなくなる。多分、喧嘩でしょう。(中略)だって傷もあちこちにあるし......。あと、虎雄さん(大山)は喧嘩が強くて有名だったんですよ。当時としちゃ、あんな大きい人はいなかったですから。近所の人も喧嘩を見たってよく聞きましたよ。」 | 」 |

### 空手
1943年（昭和18年）6月に空手道を松濤館流の船越義珍に師事、その後山口剛玄に剛柔流を主に学ぶ。山梨少年航空技術学校卒業後に陸軍士官学校を受験するも失敗し挫折する。だが、当時拓殖大学学生であった木村政彦が、柔道界最高の栄誉であった天覧試合優勝を成し遂げた事に感動し、同じ拓殖大学に入学したとされる。同大学では司政科に在籍したとされ、政治家を志したらしい。
- - 拓大学務課や同学友会によると拓殖大学に在籍していた事実はないという（『大山倍達正伝』p.116 小島一志・塚本佳子（著）、新潮社、2006/7/28、ISBN 978-4103014515）。

石原莞爾主催の東亜連盟協会に参加する等の活動をするも、昭和16年（1941年）12月8日、大東亜戦争が勃発。徴用工として千葉県館山郊外の飯場で軍関連の土木工事に従事。終戦前に海軍の「特攻隊」に志願したが終戦を迎えて出撃出来なかったらしいという逸話もあるがそのような事実はない（これは梶原一騎原作の劇画『空手バカ一代』の主人公、大山倍達のキャラクター設定となっている）。
終戦直後の1945年に組織された在日朝鮮人による「健青」「健同」「民団」などの争いで、それらの団体の黒幕の一人である曹寧柱の直弟子である大山は組織間の衝突の際に、最前線に経って大人数相手の喧嘩を続けた。まだ若くすぐに腕力に訴える大山は当時の民族運動家の間では評判が悪かったという。
1946年4月に早稲田大学高等師範部体育科に合格し入学する。大山曰く「こう見えても私の頭はボンクラじゃなかったんだ」
【学部変遷】
早稲田大学高等師範部体育科 → 早稲田大学教育学部体育専修 → 人間科学部スポーツ科学科 → スポーツ科学部
- - 大山倍達はスポーツ特待生ではなく一般入試の学籍証明書が早稲田大学から発行されている）中退[注釈 3]。

- 【早稲田大学・学籍証明書】
  - 氏名〈崔永宜 (改姓届:1968年 (昭和43年) 大山倍達〉
  - 生年月日〈1923年 (大正12年) 6月4日生〉
  - 学部・学科・専修〈早稲田大学高等師範部体育科〉
  - 入学年月日 〈1946年 (昭和21年) 4月〉
  - 卒業・退学等年月日〈1948年 (昭和23年) 除籍〉

除籍の理由について大山は「学費が払えなかった」とか「学業以外にやりたいことがあった」等と答えている。
終戦後は千葉を中心に、日本の領土から離れた朝鮮半島の民族運動に参加したとする説もある。また、「山篭り」で空手修行に励んだともいう。1946年（昭和21年）6月に俳優の藤巻潤の実の姉である智弥子と結婚。このときの媒酌人は田中清玄。3人の女の子（留壹琴・恵喜・喜久子）をもうける。

### 空手日本一

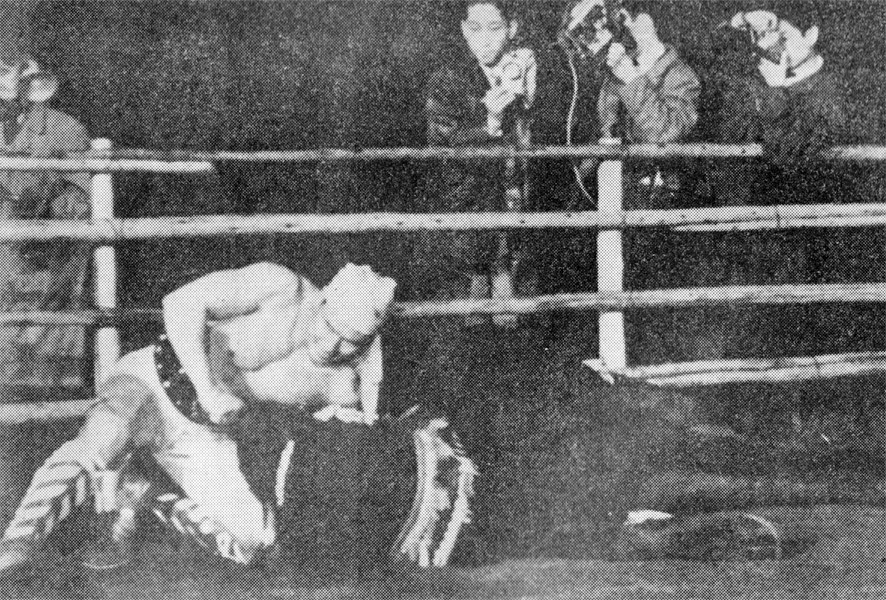
1956年田園コロシアムで牛と戦う大山倍達。この戦いは1954年『猛牛と戦う空手』という映画に続く2回目の公開闘牛であった。

1947年（昭和22年9月）に京都で開催された戦後初の空手道選手権で優勝。
1952年（昭和27年）のサンフランシスコ講和条約発効以降は日本国籍を喪失し朝鮮籍となるが、引き続き日本で活動を続ける。
同年、プロ柔道の遠藤幸吉四段と共に渡米。
全米各地で在米のプロレスラーグレート東郷の兄弟という設定（Mas. Togoのリングネーム）で空手のデモンストレーションを行いながら、プロレスラーやプロボクサーと対決したとされる。帰国後大山は、牛を素手で倒し（合計47頭、うち4頭は即死）、その映像は映画『猛牛と戦う空手』1954年（昭和29年）として公開された。

### 極真会館設立
多くの武道家と交流し、また世界各国を巡りさまざまな格闘技を研究、空手の指導を行い、直接打撃制の空手（極真空手・フルコンタクト空手）を作り出した。短期間ではあるが、1956年（昭和31年）に大東流合気柔術の吉田幸太郎から合気柔術とステッキ術も学んだ。その他、講道館柔道を曾根幸蔵九段に、ボクシングをピストン堀口にそれぞれ師事。
目白の自宅の野天道場、池袋のバレエスタジオ跡の大山道場を経て、1964年（昭和39年）国際空手道連盟極真会館を設立し、数々の名だたる弟子・名選手を輩出している。多くのフルコンタクト系各流派を生み出す元ともなった。

### 死去

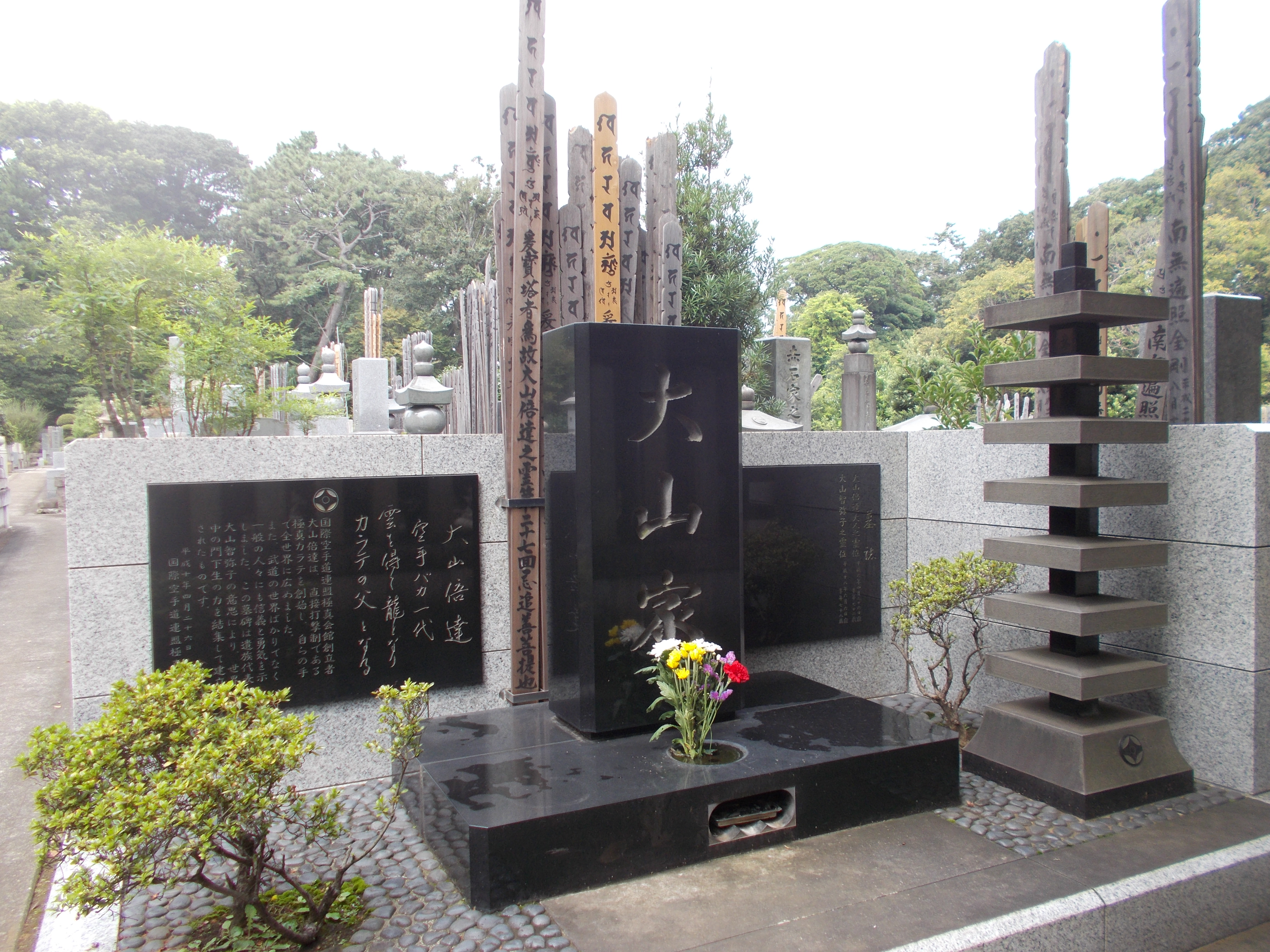
大山倍達の墓（東京都文京区護国寺）

1994年（平成6年）4月26日午前8時、肺癌による呼吸不全のため東京都中央区の聖路加国際病院で死去。豪快で情に厚い人物であったという。訃報を受けて、添野義二、東孝など、既に極真を去った元弟子達も多数極真会館総本部に駆けつけ、その死を悼んだ。特に添野は「極真会館」という組織は除名されていても、大山とは私的に家族ぐるみでの交友が続いていたこともあり、「悲しいねえ…!」と人目も憚らず泣き崩れていた。
国際空手道連盟・極真会館葬には中村忠・大山茂・大山泰彦・三浦美幸・岸信行・佐藤勝昭・東孝など独立した門下生も多数参列した。
死亡直前の4月19日に立会証人5人の下で松井章圭を後継者とする旨などとした危急時遺言が作成されたが、公証役人がいなく、妻の智弥子に知らされていなかったことから大きな確認裁判へと発展。裁判ではこの危急時遺言について、立会証人の中に遺言によって組織上の地位を得る利害関係者がいたこと、その利害関係者が立会証人として遺言内容の決定に深く関わったことなどから、大山が遺言者として遺言事項につき自由な判断のもとに内容を決定したものか否かにつき疑問が強く残ると判断されて、1995年4月に「遺言書は無効」と家庭裁判所に却下された。
大山が亡くなる前に病院へ呼ばれた兵庫県・大阪南支部長である中村誠は「大山総裁から松井を頼む」と言われ松井館長を支えてきたが松井派から離脱する際に「松井を頼む、と大山総裁から言われたのは嘘だった」と証言した。支部長間で大変な騒ぎになっており騒ぎを収めるために自身で創作した、と取材に答えた。
大山には、「韓国にも戸籍があり妻と3人の息子がいる」と言われたが、韓国の戸籍とされた書類は生年が違うことから、「同一人物ではない」と東京法務局と裁判所で認定された。
なお、韓国の戸籍では1922年生まれとなっており、実際の生年は通例の1923年ではなく、1922年と推定される資料もあるが、死亡時の裁判にて否定されている。
大山は、多額の財産を残したものの、極真会館を法人化するなどの措置は一切とらず、その財産が、誰のものかという点が曖昧になっていたため、裁判沙汰になってしまっている。

## 人物
日本に渡る前の朝鮮時代、中学入学後に、中退するまでの三年間はボクシングを習う。その後1939年、釜山にやって来た曹寧柱の講演に感動して、その場で曹に日本行きを直訴、同年の暮れに渡日して曹のもとで剛柔流空手を学ぶ。

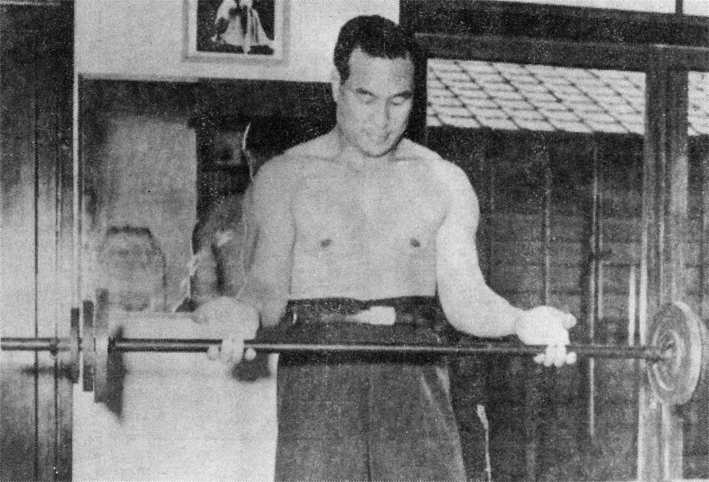
ウエイトトレーニングに励む28歳の大山倍達。

青年時代より、日本ボディビル界の祖と言われた若木竹丸の著書「怪力法」に影響を受け、戦後実際に若木よりウエイトトレーニングの指導を受けた。発達した胸筋と背筋のためレントゲン撮影では薄く影が出来るほどであったといわれる。またパンチ力の増強のために懸垂が有効と聞けば、最後は片手懸垂を連続20回こなすほど腕力があった。
その反面、若い頃の大山の空手は、荒々しく実戦を重視しすぎていたため、巻き藁突き・サンドバッグ・組手稽古・ボディビルの鍛錬ばかりして、型の稽古を嫌い、たびたび先輩方から苦言を受けるほどであった。

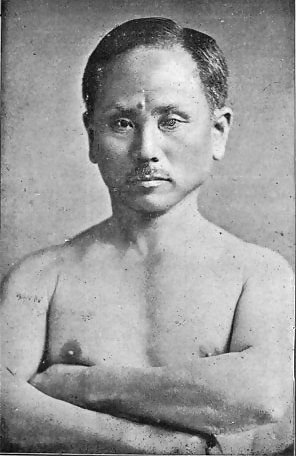
大山に黒帯を允許した松濤館の船越義珍。1年3カ月での異例のスピードだった

空手修行時の大山を知る空手関係者は異口同音に「彼は力は強いし、組手や実戦は強いが型は下手」と語っていた。ただし、壮年期から晩年にかけて好んで剛柔流の「転掌」や「鉄騎」を演じるフィルムが現存し型稽古を見ることができる。第5回オープントーナメント全世界空手道選手権大会において、最後の演武は創作型「円転掌」であった。
『空手バカ一代』の爆発的人気により、伝説的存在として「大山神話」が広まったが、実際のところ戦後の一時期においては、敗戦という心の痛手のために、暴力団の用心棒稼業を行ったり、娼婦といちゃつく連合国軍の兵士を叩きのめして回り、指名手配されるなどの荒れた生活であった。連合国軍の憲兵隊から追われる身となった大山は一度逮捕されるが、すきを見て脱走。衆議院議員であった小沢専七郎の助力で身を隠すために仕方なく身延山、それに引き続き清澄山に山篭りすることとなった。
松濤館の船越義豪から1年3か月で初段を得て以降、剛柔流の山口剛玄や曺寧柱（書籍における日蓮宗僧籍“曺七大師”）、大東流合気柔術の吉田幸太郎、朝鮮YMCAからアマチュア・ボクシング、ピストン堀口からプロボクシング（実際地方のボクシング興行で試合した経験もあり）、曾根道場での講道館柔道（四段）、若木竹丸や井口幸雄などからボディビルや重量挙げ、金城裕から沖縄空手との交流や空手界の古老との仲介役になってもらったりと、当時としても多岐に渡る格闘技、武術関係者との親交を深める。

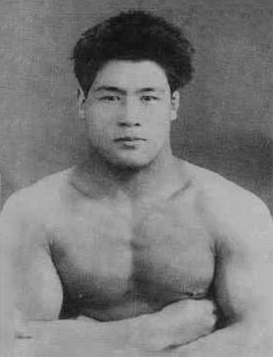
柔道家の木村政彦。大山は木村とも親交があった

また、武術修行のみならず、船越門下では実力随一であった船越義珍の三男「義豪」を見舞ったり、本部朝基の弟子、山田辰雄（書籍では由利辰朗）、太気拳の澤井健一、玄制流空手、躰道の祝嶺正献、虎殺しの空手家である山元勝王などとも親交を結んでいた。
合気道家の塩田剛三は拓殖大学の先輩にあたるとされ、澤井健一と共に養神館本部道場で稽古を見学したこともある。拓殖大学には先輩とされる、木村政彦も居る。大山は若い頃この木村の強さに惹かれ柔道の試合を観戦しているが、晩年「木村の全盛期ならヘーシンクもルスカも3分もたないと断言できる」と言っている。
この木村政彦との戦後の深い親交については『木村政彦はなぜ力道山を殺さなかったのか』（増田俊也）に詳述されている。この作品は、木村政彦vs力道山戦で木村が力道山のブック破りでKOされた時にリングサイドにいた大山を克明に描写している。木村がリングに倒れた時、大山はその場で立ち上がってリングに上がろうとするが、周りの人間が必死に止めている。また増田は、柔道側からの新視点による綿密な取材から「大山は間違いなく日本屈指のストライカー（打撃格闘家）だった」と断言している。

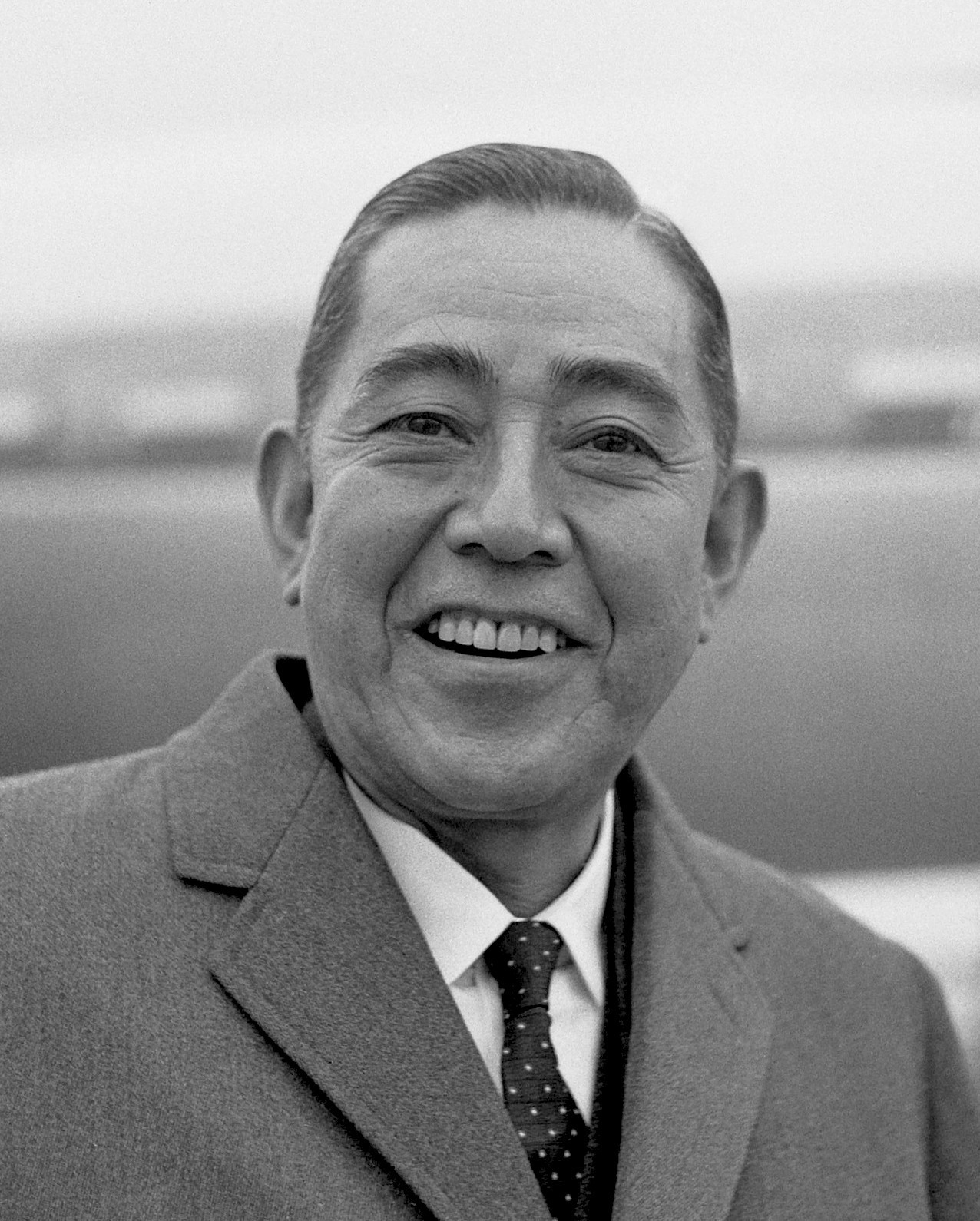
極真会館初代会長の佐藤栄作首相。大山は政治家などとも親交を持っていた。

著名な政治家とも親交があり、極真会館の初代会長を衆議院議員の佐藤栄作（極真会館設立の3か月後に首相に就任）、副会長を衆議院議員の毛利松平が務めた。衆議院議員であった辻兼一や同じく衆議院議員の小沢専七郎は、戦後の荒れた時期、大山の庇護を行っていた。
他に親交があった人物としては漫画原作者の梶原一騎が挙げられ、双方が互いに精神的・物質的に大きく影響し合った。『空手バカ一代』の制作などを通じ大山は梶原とその実弟である真樹日佐夫それぞれと義兄弟の契りを結ぶなど親交を深めていくが、やがて映画『地上最強のカラテ』の利益分配をめぐるトラブルなどから関係が悪化し、義兄弟関係も絶えることになる。ただ晩年は梶原に対する気持ちは氷解していたようで入院中の梶原に対し匿名で励ましのハガキを出すなどしていた。その他に親交のあった作家としては森川哲郎が挙げられる。
1991年（平成3年）の第5回全世界選手権におけるアンディ・フグ - フランシスコ・フィリォ戦で、試合終了の合図が入ったが、フィリォが構わず左上段回し蹴りをして、アンディ・フグが失神したのを見て「止めが入ってたとはいえ、倒された者は勝者にふさわしくない」とし、フグの反則勝ちにはせずフィリォの一本勝ちを認めた。
大山は極真会館の門弟にとっては何者にも代え得ない絶対無比のカリスマであった。それゆえに1994年（平成6年）の大山の死は、上位クラスの指導者や大山の遺族などの間で“極真”の主導権や方向性・商標、そして大山の後継者の座を巡っての数多くの諍いが繰り広げられる直接の引き金となった。かくて、大山が作り上げた極真空手は内紛と分裂、さらには大山の“極真”の正当後継を自認する団体の乱立で現在に至るまで揺れ続けている。
一方で極真会館（松井館長）の機関紙、ワールド空手の編集を請負い、大山倍達正伝などの著作がある作家小島一志は大山を「劇画や著書の内容は95％が虚飾であり何もかも嘘で固めた人生を送ったのが大山倍達という人間の素顔」と評し、小島が聞いたとする黒崎健時の大山倍達に対する評価として「何一つ師らしいことをしていない」「喧嘩ができない最低の大法螺吹き」「最低の人間」と記している。なお黒崎は件の発言の前に「空手では私より強くても」と前置きしている。また、全盛期の大山の強さを知らない入門したての東孝に、「（大山）館長は若い頃強かったですか？」と聞かれ「強かったよ。俺が勝てなかったんだから」と答えている。なお大山茂は創生期の極真会館で大山倍達は本気で弟子の中段を突くことはKO必至のために避けていたと証言する（後述）。

## 組手スタイル
大山の組手スタイルについて高弟はそれぞれ次のように証言している。
石橋雅史
| 「 | 立ち方は両足に均等に体重をかけた「自然体」に近い立ち方を用い、片方の掌でみぞおちをカバーしている。構えから間合いをつめる場合は、ただ歩を進めるのではなく、掌を外側に向けて回しながら、掌の旋回がそのまま「掛け受け」になっている状態で前進する。大山先生は組手では決して後ろに下がることはなく、攻撃を捌きながら側面に回って反撃する動きを身上としていた。剛柔流の型を生かし、 - 掛け受けからの掌底打ち、 - 手刀上段受けから正拳回し打ちまたは手刀打ち、 - 相手の肘関節の逆を取る - 弓張受けからの孤拳受け - 猫足立ちから下突きに繋ぐ掛け受け、 - 猫足立ちから逆技につなぐ掛け受け など、円型逆突きを基本にした掛け受けからの手技を多用し、手刀・回し打ち・掌底打ちなどの円の攻撃、また、相手の攻撃をかわしながら入る柔の歩法などに長じていた。しかも、その動きは剛柔流の型の中に見出せるものが多く、大山先生は、ある意味で伝統の空手の動きを組手でそのまま体現できる数少ない達人のひとりであった。 | 」 |

安田英治
| 「 | 僕が見てきた大山先生の組手は、様々な要素を取り入れて相手に応じて変えていくもので、これと決まった形はなかった。追い突きよりも右の逆突きを得意とし、蹴りでは前蹴りが多かった。直線よりも、当然受けて打つんだけれども、それを円を描きながら回り込んでといった動きであった。受けるというのも普通にパンと受けるのではなく、引っ掛けていた。僕らなら上段受け、中段受けなんてやるけれども、大山先生は受けて掛ける。いろいろな武道を先生は学ばれたから、その中から生まれてきたのかもしれない。掛けて、相手の動きに合わせて捻ったり関節技をかけたり、それでも完全に極めることはあり得ないわけで、ある程度で止めていた。空手の中に違うものを入れていく、これは他の空手の師範にはない所で、格闘技的な要素を追求されていたのだと思う。前手か両手で掛け、回り込んでしまえば横に行く、相手は死に体になるから、後は突いても先生は柔道もなさっていたから、ポンと投げていた。蹴りがきたら、受けずに肘で落としたりもしていた。正拳突きを当てるにしても中段で、顔は掌底で押したりして、まともに当てることはしなかった。裏拳・回し打ち・振り打ちなどを回り込みながら使っていたが、剛柔流的な要素でしょう。とにかく技は多彩で、最終的には正拳が威力あることははっきりしてるけど、それをみぞおちにも形でしか当てなかった。接近したらヒジで突き上げるだけでなく、力があるからそのまま持ち上げて、3～4メートルも投げてしまったり、縦横無尽だった。 | 」 |

大山茂
| 「 | まず、大山倍達総裁の組手の構えは左足前の猫足立ちが多かった。得意技は貫手で目突きと金的蹴りという激しいものだった。貫手の目突きは、バラ手にして、スナップをきかせて目を突かれると、もう目から涙がポロポロ止まらない。左前蹴りのあと、右のバックハンドという回転技も良く使っていた。それとよく使っていたのは左足前の構えから「尾麟（びりん）の構え」のように右手を前に出す。接近戦だと左足前なのに右手を前に出してきた。これで上体を逆にタメておいて左の掌底を出す。この掌底が真っ直ぐ来る時と振り打ち気味に来る時がある。ほとんど正拳は使わないで、ボディーを突く時でもコントロールして、ほとんど生徒にケガさせなかった。私は右の正拳が得意だったが、胸などはわざとたたかしてもらったが、胸の汗が私の目にバシッと入り、目がヒリヒリしたことを覚えている。「今のはいいね。もう1回来なさい」という感じだった。でもたいていは右の正拳で行くと左の掌底がカウンターで顔面に来て、次に総裁の右の拳などが飛んでくる。 総裁の組手で多かったものは、遠い間合いは両手を前に出して「前羽の構え」で構えて、近づくとダイナミックな動きになる。よく使われていたコンビネーションは、左足前の構えのままで右手を前に出し相手の前手をひっかけ左の掌底、このあとに右の貫手・右の金的蹴りへと繋げる。ストレートな攻撃が得意だった。蹴りも前蹴り・後ろ蹴りといった直線的な攻撃が得意だった。左の前蹴りを出して、回転して右の後ろ蹴りを出したりね。この時の後ろ蹴りは、腰を入れた横蹴りぎみのやつだね。私も参考にさせてもらった。でも、総裁の蹴りの中で一番危なかったのは何と言っても金的蹴りだね。泰彦なんかも当時一番動いたからね。よく金的蹴りを喰らっていた。当時は毎日、総裁ひとりで何十人も組手の相手をしていた。とにかく総裁との組手はいい思い出ですよ。 | 」 |

大山泰彦
| 「 | 大山総裁は左足前の半身の組手立ちに構えて、スーと前に出て左手で相手の前の手を落とす。その時総裁の右手は掌底で顔面カバーする。払った左手で裏拳左右打ちのような感じで「最破（サイファ）」の型通りに下からポーンと来る。時には奥の右手で髪を掴まれ、それで裏拳を決められたこともある。総裁は相手の左手を払った後、受けた自分の左手を胸までもってくる。そうすると相手の胸に向かって肘が出る。そこからパーンと裏拳がきて右の正拳がゴチン。勿論強くは当ててこなかった。あとよくもらったのが、右の踏み足で間合いを詰めて右の掌底の回し打ち。だいたい耳の辺りをパチンと引っ叩かれた。また私が左の前拳で突くと総裁は左手で突きを受け引っ掛けながら、右手は私の肩を摑んで私の体をくるっと回し、それからドーンと押したり、投げ技はずいぶん使っていた。 総裁は体は大きかったけれども、組手になると動きに柔らかさがあり、手が上から下から横から出たりしていた。普通の人だと一、二と真っ直ぐに来てそれから横の技となるんだけど、総裁の場合、いきなり裏拳だったり回し打ちが下からくる。ある時は裏拳打たれて右の正拳をお腹にポーンともらったり、ある時は摑まれて投げられたりした。とにかく総裁の両手が変幻自在で何が来るか、全く分からなかった。あとは目突きと金的蹴りかな。目突きは横から下からパッと入れられてしまうので「アッイテ」と思ったときには涙が出てた。金的蹴りも総裁の得意技で、蹴りを大きく蹴っていくとパチンとスナップをきかせて蹴られる。すると総裁は「キミ、金的は男の魂だよ。ケ、ケ、ケ」と（笑）。金的蹴りは私もよく真似した。 総裁はよく私の突きや蹴りをその大きな体で受けてくれた。「叩いてこい」というので、思い切り叩くと汗がパチッとはね返ってくる。「もっと強く」と再び言われ、「よーし」ともう1回叩くと上から掌底で頭をガチンと叩かれ、グシャと総裁の足元に潰されてしまう。でも、私たちには思い切りは攻撃しなかったね。裏拳でもキチっと握るんじゃなくて軽く握ってパンという感じだった。だから、総裁と組手をして次の日に残るケガというのはなかった。他の黒帯の人たちの方がイヤだったよ。総裁との組手は「パチっ」とのばされるんだけど気持ちよかった。「泰彦、頑張れ」という意味で叩いたと思う。それだけ弟子のことを思っていたんだと思うよ、総裁は。 | 」 |

中村忠
| 「 | 大山館長が僕らと組手をする時は、いつも受けの組手ですからね。攻撃をさせて、それを受ける。僕らは腹や胸をポンポンと突いても蹴っても構わない。そんな時の大山館長の組手の構えは、最初は「前羽の構え」で、次に寄り足をして、「尾麟の構え」、そして「龍変の構え」で、スッと踏み込んでくる。この上下に回転する手が、裏拳に変化したり、相手の道着を手刀で引っ掛けたり、様々に変化する。今度は手が来ると思って上段をガードすると、ローキックのように足払いでいきなり倒される。まさに変幻自在で、こちらからは動きが読めない。でも、僕ら生徒とやるときはほとんど正拳を使わず、掌底で顔面にバチンときたり、みぞおちやアバラを狙う時も掌底でしたね。掌底と言っても体重を乗せ、踏み込んで打ってくるのですごく効きますよ。僕も大山館長の掌底を脇腹に喰い、動けなくなったことがあります。 でも、僕なんかじゃなく、もっとうまい上手な先輩とやる時は正拳も使うこともありましたよ。僕は高一でまだ始めて間もない頃で館長も手加減してくれていましたが、安田先輩や茂さん、泰彦さんなんかと、組手をするときは激しくやってましたね。大山館長は右の正拳が得意だったようですが、直線的な正拳だけでなく、回して打つ正拳もよく使っていましたね。それが回し打ちとは違って、正拳の背刀部側の拳頭で打つんです。館長の正拳は普通の人の何倍も拳頭が大きく、いろんな角度から鍛錬されていましたから、その拳頭の背刀部側をフックのように使い、相手が前へ出てくると、サッと左側45度へ体サバキして、すれ違いざまに右の正拳回し打ちを当てるんです。ただし、顔面やみぞおちは危ないので、わざと胸を狙って入れてましたね。 館長の組手は柔らかく受け、変幻するけれども、極めの時は「ウウッ！」と腹から呼吸というか気合を出し、瞬間的にすごい威圧感を感じさせるんです（原文ママ）。こちらは自由に攻撃させてくれるんですが、他から見るとあまり動いていないように見えるんです。実際に大山館長と向き合うと、撹乱されて攻められないんですね。「上からくるか下からくるか？」と思っているうちに倒されてしまう。最初は間合いが遠くて、こちらは突いたり、蹴ったりできるんですが、わからないうちにスーッと入ってきて、瞬間に何か小技を出してきてやられてしまう。今思うと、遠い間合いの攻撃も全て館長にコントロールされていたんでしょうね。館長はダイナミックな攻めの方に、接近すると相手の突きを孤拳で受け、その手を掌底に返して腹を打ったり、手刀に変化させたり非常に小技もうまい方でした。たぶん当時は30代前半の一番円熟していた時期だったんじゃないでしょうか。大山館長はあの大きな体で動きが速く、足も股割りで全部開く柔軟性をお持ちでした。回し蹴りも横蹴りも上段にヒュッと上がりましたよ。組手のときはほとんど中足で回し蹴りを使い、やはり強く当てないように気を使っていましたね。でも一番の得意技はやはり右の正拳で、掌底や孤拳はそれを使うための付随する技だったと思います。 | 」 |

山崎照朝
| 「 | 組手において私が大山総裁から学んだ最も重要なことは「技は力の中にあり」で、相手の構えを正面から崩していく破壊の組手であった。フットワークを使う動きをしてくる相手よりも、ガードが固く、どっしりと腰を落とした静の動きを持つ相手の構えはなかなか崩せない。総裁はこういう状態のとき、よくこう言われた。「何も体を打つ必要はない。正拳を打つんだ。相手の手を殴って崩せ。相手の出している前手を殴って、構えを崩して相手の中に入れ！」ということをいつも言っていた。「相手の構えが固ければ、それを力で崩していけばいいじゃないか」という正面突破の理論が総裁の考え方の根本にあると思った。「相手の拳が強かったら、相手の拳を殴って使えなくしてしまう。蹴りが強かったら逆に蹴り返して折ってしまう。相手の最も自信のある技を受けるのではなく、打ち砕いて戦意をなくしてしまう。これが極真カラテであり、組手の極意である」と常々仰っていた。相手の攻撃を受けるときも極真では真っ直ぐ直線で中に入って受ける。他流の場合、サイドに出て捌くのが一般的だけど、相手にしてみたら体勢をそれほど崩されないから、不利にならない。直線で受けるということは相手の攻撃のラインを変えるということだから、無駄な動きは不要になる。総裁の理論で「点を中心に円を描き、線はそれに付随するものである」という言葉があるが、これは自分が点になって直線で進むことによって相手を崩し、また相手の攻撃ラインを変えて、相手の背後に回りこむことで結果的に円を描かれるということで、自分の攻撃が必然的に防御になり、防御は攻撃になる「攻防一体」を意味している。総裁は私に「点を中心に円を描く、破壊の組手」を伝授してくれたと思っている。 | 」 |

真樹日佐夫
| 「 | 大山先生は強かったよ。スタイルは地味なんだ。でも肘と膝が強い。左右の肘が横っ腹にくる。みんなその場でバタッといくくらい肘が強かった。蹴りは、俺がいたころはもう肉がついてて脚が太すぎてあんまりだったけどな。だからな、ないものねだりじゃないけど東谷巧とか、華麗な蹴りを持っているのを可愛がってたな。 | 」 |

## 異種格闘技戦
遠藤幸吉の証言
大山の異種格闘技戦について、遠藤幸吉は極真会館の機関誌であるパワー空手の取材に対して「いろんな事がありました。詳しい事は大山さんに聞いて下さい」と多くは語っておらず、1995年発売の〈大山倍達とは何か？〉というムックの中で、アメリカでの大山は試し割りなどのデモンストレーションだけで実際に闘ってはいないと語り、そのインタビューの時は「私が知らないところでやったんじゃないの？」と話していた。
- 基佐江里の告白
  - パワー空手のインタビュアーである基は大山没後に出版した〈大山倍達の真実〉の中で遠藤に〈大山倍達とは何か？〉と同じ内容の話を聞かされていた、と告白している。が、存命中の大山に質す事が出来ず遠藤の「いろんなことがありました。詳しいことは大山さんに聞いて下さい」と〝創作した〟と書いている。

後年「木村政彦はなぜ力道山を殺さなかったのか」で改めて当時の発言について聞かれ、再び否定し、〈大山倍達とは何か？〉内での「私が知らないところでやったのでは」との部分すら、「ないない(笑)。間違いなくないよ。何年後かに東郷が日本に来たでしょう？　でもそこまでやったなら大山のところに連絡が行くだろうに、何もないんだから」と完全に否定している。強さそのものを否定しているわけではなく、その演武を見て「間違いなく威力があると思った」としており、「空手については『強かったんでしょうね。』としか言いようがないけどね」と語っている。また遠藤は大山のみならず力道山についても、米国修行時代の戦績を「年間300試合」と喧伝していた事について、年間300試合をこなすのに一日何試合のペースで試合をしなければならないか、という数字上の矛盾を挙げて否定し、「だから大山だけを責められない」と嘆息している。だが遠藤の発言に首を傾げる人物もいる。
- 東京スポーツ・櫻井康雄
  - 「私は昭和30年代に遠藤の口から大山が戦ったレスラーや試合の模様を直接聞いている。ディック・リール（全米チャンピオン）は遠藤の口から聞かされた。力道山が負けたタム・ライス（レッド・スコーピオン）と大山との対戦も私が梶原一騎さんに教えたんですよ」と答えている。

- 木村政彦の証言
  - 木村が本格的にプロレスラーに転向する前、昭和26年から28年頃、大山倍達は一緒に地方巡業に回っている。その際、木村と遠藤幸吉らがプロ柔道の試合をやったりプロレスの試合をやったりしていた。試合が終わると「誰か挑戦する人はいませんか」と観客の飛び入りを求めた。相手をするのは大山であった。

ある地方興行で元大相撲の力士が挑戦してきた。大山はこれを簡単に倒してしまった。次に名の知られた全日本クラスの柔道家が挑戦してきた。大山はこれも簡単に料理してしまった。大山は今度は「2人同時でいいですよ」と言った。大山の強さを知る木村政彦は客に「もう危ないからやめた方がいい」と止めたが、この相撲取りと柔道家は大山が当時まだ名を知られていなかったのでまた「やらせろ」と上がってきた。後ろから柔道家が、前から相撲取りが迫ってくるのを、大山はまずは後ろ蹴りで柔道家を倒し、前蹴りで相撲取りをKOしてしまった。どちらも一発であった。そのあまりの技の速さに観客たちは騒然となった。2人ともそのまま病院送りとなった。相撲取りは肋骨が2本折れていた。
この木村政彦の証言は「木村政彦はなぜ力道山を殺さなかったのか」に出てくる。著者によると木村は他の格闘家の強さという物に厳しく、自分が「本当に強い」と思った格闘家しか絶対に認めない男で、その木村が言うのだからこのエピソードは間違いなく事実だとしている。また大山が当時の大学柔道チャンピオンとの喧嘩に勝ったことも、柔道家や空手家への取材で事実だろうと書いている。
中村頼永の証言
US修斗の中村頼永は、1990年にロサンゼルスで出会ったミツ山下という柔術家から「大山倍達の異種格闘技戦を見たことがある。彼は凄い」という話を聞かされた。当時、山下はグレイシー柔術の中級者であり、ホリオン・グレイシー（ヒクソン・グレイシーの長兄）の道場でアシスタント指導員をしていた。山下から聞かされた話を中村は次のように語る。
| 「 | 40年くらい前に中学生の頃、ミツ山下氏はテレビで見たそうです。大山総裁は空手着でリングに上がり、相手は大柄なボクサーだった。大山総裁は素手でどっしりと腰を落として構え、フットワークは使わない。その周りを長身のボクサーがジャブを出しながら、フットワークを使い、回るという展開から始まりました。ボクサーはなかなかスピードのあるパンチを出すので、大山総裁も構えたままスキをうかがう展開が続きましたが、そのうち、なかなか飛び込めないので大山総裁はあきらかにイライラした表情になってきたそうです。大山総裁はしびれを切らしたように、相手に向かってジャンプ。これは前に鋭く飛び込んだのを外人（ミツ山下）だからこう表現したのでしょう。飛び込むや否やボクサーのボディーになんと貫手を一撃。みぞおちにモロに決まり、一発でボクサーはKOされたそうです。山下氏はグレイシー柔術をやっているため、空手や打撃系の格闘技はあまり認めない立場ですが、「あの試合だけは凄かった。それは凄かった」とマス大山に関しては別格の存在として尊敬しているようです。また、ゴッドハンドが実際に戦ったときの様子を見たことを誇らしげに思っているようです。山下氏は格闘技の専門家であり、立場もある人物であり、さらに立場としては空手の敵役にある人物。その彼が話すことなので、これは信憑性のある話として受け取っていいと思います。 | 」 |

以上が中村の証言だが、大山茂はこの話を聞いて、「大山総裁の現役時代は、貫手はほとんど目を狙って出しており、右中段逆突きが非常に強く、それを喰って立ってられる人間はいないだろうというほどの威力だったから、おそらく、正拳だったであろう」と語っている。ただ、素手で手を開いて構えたところから、握りながら突き、即引き手をとると、空手を見慣れていない人（当時のアメリカ人で見慣れた人物がいるとは考えにくい）にとっては、貫手に見えることがある。いずれにしても仮にボクサーを倒したのが貫手ではなく正拳だったとしても、この話の価値や信憑性が全くさがるものではない。

## 10円硬貨曲げ
非常に握力の強い空手家であった。著書『強くなれ! わが肉体改造論』によると、若い頃の握力は100キログラムを超えていたとのこと。最近の検証では120〜130キログラムあったと言われている。若い修行時代から、両手の五指の訓練は欠かさなかった。その結果、硬貨を、親指・人差し指・中指の腹の部分で押さえて曲げることが出来たとされる（「パワー空手」の記事による）。未だにこの記録を打ち破る者は、自らの弟子からも、それ以外からも出ていない。大山の著書には柔道家の木村政彦が実見しているとある。
目撃談として、剛柔流の山口剛史（山口剛玄の息子）が「1953年（昭和28年）に浅草公会堂で演武会を開いた時、10円玉を曲げていた。後で目の前でやってもらったこともある」と言い、南本一郎は「初めて会った時に、3つの指で10円玉を曲げたんですよ。それもハンパな曲がり方じゃなくて、しっかり曲がってた」と証言している。
『空手バカ一代』などの漫画でもこのエピソードが語られ、この際全身にジンマシンが出るという話を聞き、当時の週刊少年マガジン編集長が連載を決意したという逸話がある。劇中では「原因は不明だが人間の限界を超えた動きの副作用」というような表現がされていた（『男の星座』）。まだ極真会館が設立される前、饗応を受けた際お礼としてこの技を披露したといわれている。
これら（硬貨曲げ等）はトリックがあったと指摘する関係者もいるが、昭和26年から昭和33年に作成された10円玉（いわゆるギザ十）は現行の10円玉よりも若干薄く、大山倍達は実際に曲げたという説が有力となっている。10円玉の硬貨折りを実見したと語る人も多数存在する。前述の証言をした山口剛史は幼少の頃、新年会や演武会で大山の硬貨折りやビール瓶の手刀斬りなどの神技を見るのが楽しみだったと語っている。なお、硬貨を曲げることは貨幣損傷等取締法違反である。
- 大山没後
  - 自宅で家族が遺品整理の際に曲がった十円玉 (昭和27年) が発見され『月刊大山倍達』に掲載され雑誌にも転載されている。

- 渡辺一久の実演
  - 大山道場時代の門下生で〈This is Karate〉のモデルも努めた渡邊一久は自身が曲げた10円玉をブログで公開した。「黒崎健時先輩と一緒に挑戦し黒崎先輩は出来なかったが自分は3枚連続で曲げた。最盛期は両手で2枚曲げることも出来た」と、当時を実演して見せた。

- 大塚剛プロ空手創設者
  - 大塚は雑誌の対談で100円玉をプロ空手の試合の後楽園ホールで500円玉を両手で曲げて見せ、ハワイで横綱・輪島の前で25セント・コインを曲げて見せ大関・若嶋津が記念に貰った。

- レフトフック・デイトン
  - アントニオ猪木と異種格闘技戦を行ったデイトンはテレビ朝日〈アフタヌーンショー〉に出演し、猪木の前で10円玉を両手で曲げて見せた。

## 逸話・エピソード
- 吉川英治
  - 大山は歴史小説『宮本武蔵』を愛読しさらに作者である吉川英治に知己を得ており、極真会館の道場訓は吉川の監修を得たものである。

- 吉行淳之介
  - 宮本武蔵を深く尊敬していた大山は、作家・吉行淳之介と対談した際[21]、吉行から「五味康祐によると武蔵はホモだったそうですね」と言われたため（なお17世紀の武士において同性愛は珍しいものではなかった）、怒りのあまり吉行を殴りそうになったが、自制して手を出さず、怒りを顔に表すことすらしなかった。このため吉行は大山の怒りに気付くことなく平然と対談を終えたが、後日、知人を介して大山から危うく暴行を加えられる寸前だったと知り、恐怖におののいたと語っている。

- 今東光
  - ケンカ和尚と言われた作家で住職の今東光が週刊プレイボーイに連載していた極道辻説法の中で「大山倍達は韓国人」と答え読者から多数の手紙が来た、と大山倍達が言っていたが「私はアジア人です」と返答した。

- 横山やすし｜横山ひろし
  - 横山やすしの弟子である横山ひろしによると、若き日のやすしがクラブで大山と遭遇した際に10円玉が曲げられるかどうかで言い合いになり、大山は「僕は曲げられるけど今日は帰るよ」と言い残し、やすしは「兄ちゃんちょっと待て!逃げんのかい」と絡んだ。なお、やすしは大山を何者であったのか全く知らずに、クラブのママから空手道場を経営されている人と紹介され「明日おまえんとこ決着に行ったるわ」と啖呵を切ったが、実際に行ったかは不明である。

- 張本勲
  - 大山倍達を「ばいたつ」と呼称した張本勲。TBS『サンデーモーニング』で張本が極真空手創始者・大山倍達を「ますたつ」と呼ばず「ばいたつ」と連呼した事がSNSでバズった。これは書き込んだ者が大山倍達の出自の知識にに乏しいのを露呈しただけであった。在日朝鮮人であり帰化した時に通名「大山倍達=おおやまますたつ」を本名として登録したが、帰化する前に空手道・剛柔流に在籍してた当時は「ばいたつ」と名乗っていた。大山倍達本人も当初は「ばいたつ」と名乗っていたが "揶揄われる" のが嫌で「ばい」は「ます(増す)」と言う事なので「ますたつ」と呼び名を変えたとインタビューに答えていた。大山倍達と無名時代から同胞として知己のあった張本が誤読した訳ではない。

- とんねるず｜石橋貴明
  - 高校時代、とんねるずの石橋貴明が極真会館近くの中華料理屋でバイトをしていた頃に大山が現れ、『空手バカ一代』に影響を受けていた石橋は、瓶ビールの栓を抜かずに持っていけば手刀で割ってくれるのではと期待したが、普通に「栓抜きは？」と聞かれて拍子抜けした挿話を語っている[22]。

- 空手の門
  - 大山は常々「握り方3年。立ち方3年。突き方3年。9年やらないと空手の門には立てない」といっており、それでも晩年、夜中に目が覚めて「自分の拳の握り方が本当に正しいのか？」と自問することがあったという[23]。

## 主な門下生
空手バカ一代の登場人物、大山の内弟子、元支部長、全日本大会入賞者など、著名な人物に限る。
直弟子（大山道場、本部道場、総本部へ入門した者）
- 待田京介
- 南本一郎[注釈 14]
- 石橋雅史
- 安田英治
- 黒崎健時
- 岡田博文
- 大山茂
- 渡辺一久
- 梶原一騎[24]
- ジャック・サンダレスク[25]
- 大山泰彦
- 千葉真一
- 藤巻潤
- ジョン・ブルミン
- 郷田勇三
- 中村忠
- 加藤重夫
- 藤平昭雄
- 芦原英幸
- 盧山初雄
- 山崎照朝
- 添野義二
- 鈴木浩平
- 西田幸夫[注釈 15][26]
- 松島良一
- 長谷川一幸
- 岸信行
- 佐藤勝昭
- 磯部清次
- 大石代悟
- 南里宏
- 東孝
- 真樹日佐夫
- 瀬戸利一
- 山田雅稔
- 竹隆光
- 浜井識安
- 廣重毅
- 岡崎寛人
- 三瓶啓二
- 中村誠
- 三宅進
- 三好一男
- 藤原賢治
- 川畑幸一
- 平岡正明
- 竹山晴友
- 七戸康博
- 小田勝幸
- 成嶋竜

孫弟子（支部出身者）
- ヤン・カレンバッハ
- 及川宏
- 高木薫
- 三浦美幸
- 吉岡幸男
- ハワード・コリンズ
- 佐藤俊和[注釈 16]
- 花澤明
- 石井和義
- 高見成昭
- 二宮城光
- 安田郁雄
- ウィリアム・オリバー
- ウィリー・ウィリアムス
- ドルフ・ラングレン
- アデミール・ダ・コスタ
- 松井章圭
- 水口敏夫[注釈 17][26]
- 増田章
- ミッシェル・ウェーデル
- アンディ・フグ
- マイケル・トンプソン
- 大西靖人
- 小笠原和彦
- 米津等史
- 黒澤浩樹
- 堺貞夫
- 緑健児
- 八巻建弐
- 金子雅弘
- 三明広幸
- 桑島靖寛
- 小井義和
- 高見彰
- フランシスコ・フィリォ
- 田村悦宏
- 数見肇
- 塚本徳臣
- ニコラス・ペタス
- 木山仁
- アルトゥール・ホヴァニシアン
- エヴェルトン・テイシェイラ
- ルペシ・ダンゴル
- タリエル・ニコラシビリ
- クリス・ドールマン
- 魔裟斗
- セミー・シュルト
- 那須川天心
- 長嶋一茂
- 上田幹雄

## 著書

### 技術書
- 『What is Karate?』 日貿出版社、1958年（昭和33年） ※世界で25万部のベストセラー
- 『This is Karate』 日貿出版社、1965年（昭和40年）
- 『Vital Karate』 日貿出版社、1967年（昭和42年）
- 『ダイナミック空手』 日貿出版社、1967年（昭和42年）
- 『Advanced Karate』 日貿出版社、1970年（昭和45年）
- 『空手を始める人のために』 池田書店、1971年（昭和46年）
- 『100万人の空手』 講談社、1975年（昭和50年）
- 『わんぱく空手』 KKベストセラーズ、1976年（昭和51年）
- 『秘伝極真空手』 日貿出版社、1976年（昭和51年）
- 『続・秘伝極真空手』 日貿出版社、1977年（昭和52年）
- 『史上最強の空手を始める人に』 みき書房、1982年（昭和57年）
- 『極真カラテ入門・マス大山が教える武道カラテの神髄』 池田書店、1983年（昭和58年）
- 『これが試し割りだ』 日貿出版社、1984年（昭和59年）

### 自伝
- 『世界ケンカ旅行』 ベストセラーズ新書、1968年（昭和43年）
- 『ケンカ空手 世界に勝つ』 スポニチ出版、1972年（昭和47年）[注釈 18]
- 『闘魂 拳ひとすじの人生』 サンケイドラマ出版、1972年（昭和47年）
- 『私の空手道人生』 講談社、1973年（昭和48年）
- 『続ケンカ空手 わが青春の修練秘録』 スポニチ出版、1974年（昭和49年）
- 『わが空手修行』 徳間書店、1975年（昭和50年）
- 『大山カラテもし戦わば』 池田書店、1979年（昭和54年）

### 武道論
- 『わが空手五輪書』 講談社、1975年（昭和50年）
- 『極真への道-私の空手哲学』 日貿出版社、1975年（昭和50年）
- 『世界に賭けた空手-5000万人日本脱出への提言』 潮出版、1976年（昭和51年）
- 『わがカラテ革命』 講談社、1978年（昭和53年）
- 『The Kyokushin Way』 日貿出版社、1979年（昭和54年）
- 『わがカラテ日々研磨』 講談社、1980年（昭和55年）
- 『わがカラテ覇者王道』 サンケイドラマ出版、1982年（昭和57年）
- 『わがカラテ求道万日』 講談社、1982年（昭和57年）
- 『極真大道空手一代』 日貿出版社、1982年（昭和57年）
- 『わがカラテ武道教育』 講談社、1983年（昭和58年）
- 『青春をどこまでも熱く生きよ』 みき書房、1983年（昭和58年）
- 『空拳士魂・わが極真の実像』 テレハウス、1985年（昭和60年）
- 『昭和五輪書（地之巻）』 PHP研究所、1983年（昭和58年）
- 『昭和五輪書（水之巻）』 PHP研究所、1985年（昭和60年）
- 『昭和五輪書（火之巻）』 PHP研究所、1986年（昭和61年）
- 『昭和五輪書（風之巻）』 PHP研究所、1987年（昭和62年）
- 『昭和五輪書（空之巻）』 PHP研究所、1987年（昭和62年）
- 『極真カラテ21世紀への道』 徳間書店、1992年（平成4年）
- 『武道論』 徳間書店、1992年（平成4年） ※平岡正明と共著
- 『勝負の鉄則』 PHP文庫、1993年（平成5年）

### 写真集
- 『爆発マス大山空手』 勁文社、1974年（昭和49年）
- 『極真空手世界を征く』 講談社、1975年（昭和50年）
- 『一撃必殺空手いのち』 講談社、1976年（昭和51年）
- 『必殺カラテ! わがいのち』 講談社、1979年（昭和54年）
- 『大山倍達 空手極限の世界』 朝日出版社、1984年（昭和59年）
- 『ゴッドハンドの軌跡』 コア出版、1987年（昭和62年）

### 漫画原作
- 『強くなる東洋食のすすめ』 講談社、1988年（昭和63年）※作画：沖一
- 世界ケンカ旅行 空手戦争　講談社、1974年（昭和49年）※作画：守谷哲己

（梶原一騎との連名）

### その他
- 『限界の挑戦』 宝友出版、1977年（昭和52年）
- 『強くなれ! わが肉体改造論』 講談社、1985年（昭和60年）
- 『自分に勝て! わが性格改造論』 講談社、1990年（平成2年）
- 『わがカラテ日本への提言』 サンマーク出版、1991年（平成3年）
- 『マス大山の正拳一撃』 市井社、1994年（平成6年）

## 出演
映画
- 猛牛と闘う空手 (1954年、大洋プロダクション)
- ボディガード牙 （1973年、東映） - 大東徹源
- ボディガード牙　必殺三角飛び （1973年、東映） - 大東徹源
- けんか空手 極真拳 （1975年、東映） - 本人
- 地上最強のカラテシリーズ - 本人
- 四角いジャングルシリーズ - 本人

テレビドラマ
- どっこい大作  第27話「世界一に負けぬ日本一!!」（1973年、NET） - 本人
- 夜明けの刑事  第86話「地上最強のカラテ 仕組まれた札人のワナ」（1976年、TBS） - 本人

## 題材にした作品
アニメ
- 空手バカ一代 （1973年 - 1974年、NETテレビ） - 声：田中信夫 ※役の名は飛鳥拳

漫画
- 「大野望(テーヤマン)」大韓民国にて、「空手バカ一代」と全く同じ期間(1971～1977年)に発表された「韓国版空手バカ一代」。大山の韓国名の一つである「崔倍達(チェ・ペダル)」を主人公として、空手バカ一代とストーリーはほぼ同じだが、主人公が使う武術がテコンドーである、朝鮮民族を押さえ付ける日本人に立ち向かうなど、全ての要素を韓国に置き換えて連載された[27]。

映画
- けんか空手 極真拳 （1975年、東映） - 演：千葉真一
- けんか空手 極真無頼拳（1975年、東映） - 演：千葉真一
- 空手バカ一代 (映画) （1977年、東映） - 演：千葉真一
- 風のファイター （2004年、韓国） - 演：ヤン・ドングン

## 演じた俳優
- 山岡徹也 - 柔道一直線 （1969年）